# Einsatz Leningrad
Einsatz Leningrad (ros. Айнзатц Ленинград), zwany też Rosyjskim Oddziałem Szkoleniowym – kolaboracyjny oddział złożony z Rosjan podczas II wojny światowej.
Oddział został sformowany przez Niemców wczesną jesienią 1941 r. spośród kolaborantów, którzy dobrze znali Leningrad lub posiadali w nim rodzinę. Było to związane z planami zajęcia strategicznych obiektów po zdobyciu miasta przez wojska niemieckie. Oddział istniał przy Einsatzgruppe A, działającej na tyłach Grupy Armii „Północ”. Do czasu planowanego zajęcia Leningradu prowadził działania wywiadowcze, zdobywając informacje dotyczące sytuacji w oblężonym mieście (przede wszystkim o charakterze przemysłowym i wojennym). Pochodziły one od mieszkańców Leningradu zwerbowanych na niemieckich agentów, którzy mieli za zadanie przedostawać się do miasta. Werbowali oni następnie własną agenturę. W Leningradzie utworzono w tym celu zakonspirowane lokale. Agenci Einsatz Leningrad przekazywali też Niemcom dane o różnych celach w mieście, które były potem atakowane ogniem artyleryjskim lub bombardowane z powietrza (nazywano ich „rakietczikami”). W momencie zwycięskiego szturmu na Leningrad zwerbowani agenci mieli przejąć najważniejsze obiekty w mieście oraz wytypować do aresztowania sowieckich wojskowych i działaczy komunistycznych. Einsatz Leningrad zajmował się ponadto wytwarzaniem materiałów propagandowych, zrzucanych następnie na miasto przez niemieckie lotnictwo, a także prowadził propagandowe audycje radiowe. Jedną z akcji prowadzonych przez kolaborantów było przerzucenie do Leningradu fałszywych kartek zaopatrzeniowych.